# Промінь (селище)
Промінь (до 2025 — Луч) — селище в Україні, у Шевченківській сільській громаді Миколаївського району Миколаївської області. Населення становить 877 осіб.

## Історія
З перших днів повномасштабного вторгнення російських військ в Україну (2022), селище Луч постійно потрапляло під обстріли, хоча тут ніколи не було військових об’єктів. По мірі того, як у березні-квітні 2022 року українські війська звільняли території Миколаївської області, по селищу почали рідше здійснювати бомбардування.
05 червня 2025 року відповідно до Постанови Верховної Ради України № 4483-IX селище Луч було перейменовано на село Промінь. Постанова набула чинності 18 червня 2025 року.

## Населення
Згідно з переписом УРСР 1989 року чисельність наявного населення селища становила 1112 осіб, з яких 531 чоловік та 581 жінка.
За переписом населення України 2001 року в селищі мешкало 877 осіб.

### Мова
Розподіл населення за рідною мовою за даними перепису 2001 року:
| Мова       | Відсоток |
| ---------- | -------- |
| українська | 68,19 %  |
| російська  | 29,53 %  |
| білоруська | 0,80 %   |
| болгарська | 0,11 %   |
| молдовська | 0,11 %   |
| інші       | 1,26 %   |

## Постаті
- Обуховський Микола Миколайович (1986—2019) — прапорщик Збройних сил України, учасник російсько-української війни.